# Movilegrottan
Movilegrottan är en grotta som legat isolerad från omvärlden och som ett resultat av detta utvecklat livsformer som är unika. Movilegrottan finns i Constanța (județ) i Rumänien.